# Malgrat de Mar
Malgrat de Mar ist eine katalanische Stadt in der Provinz Barcelona im Nordosten Spaniens. Sie liegt in der Comarca Maresme.
Malgrat de Mar ist eine Küstenstadt und gehört zur Region Maresme, die im Norden der Provinz liegt und die letzte Gemeinde dieser Region an der Küste ist. Der Fluss Tordera grenzt an die nächste Region von La Selva, die bereits in der Provinz Girona liegt. Malgrat de Mar hat einen ca. 7 km langen Strand und verfügt über zahlreiche Hotels und Campingplätze.
In seinem historischen Zentrum hebt sich die Kirche San Nicolas hervor, mit einer neoklassizistischen Fassade und einem achteckigen Glockenturm, ein Tempel, der wegen seiner Größe als die Kathedrale der Küste bekannt ist. Es verfügt auch über Gebäude aus dem Mittelalter (Bibliothek La Cooperativa, ehemaliges Krankenhaus) und dem Modernisme-Stil (Ca l'Arnau oder Torre de l'Esquena).
Bemerkenswert sind auch der Schlosshügel (Castell), der von einem Park mit Panoramablick über die Stadt und ihre Umgebung gekrönt ist, oder der kürzlich geschaffene Francesc-Macià-Park, sowie der hundertjährige Park Can Campassol, der ehemalige Garten des Geburtshauses von Zenobia Camprubí, der Frau des Nobelpreisträgers Juan Ramón Jiménez.

## Lage und Klima
Die Stadt liegt zwischen 3 und 4 m über dem Meeresspiegel und genießt ein mediterranes Küstenklima. Es ist ein feuchtes Klima mit milden Sommern und milden Wintern. Die durchschnittliche Niederschlagsmenge im letzten Jahrzehnt betrug etwa 600 l/m² pro Jahr.

## Geschichte
Malgrat de Mar entstand zwischen dem 13. und 14. Jahrhundert als kleines Dorf und war damals als Vilanova de Palafolls bekannt. Eine unbelegte etymologische Legende behauptet, dass der Name Malgrat von der Tatsache herrührt, dass die Leute von Palafolls, als sie in Vilanova de Palafolls zur Arbeit gingen, dies mit einem schlechten Namen taten, „Mal grat“ (auf Katalanisch). Seit dem 14. Jahrhundert ist Malgrat de Mar als ein herausragendes kulturelles, künstlerisches und soziales Zentrum anerkannt. Auch der Modernisme hat in Malgrat seine Spuren hinterlassen.

## Kultur und Sehenswürdigkeiten
- Kirche San Nicolás: So wie wir sie heute kennen, stammt sie aus dem 18. Jahrhundert, obwohl es Überreste aus früheren Epochen gibt. Fassade im neoklassizistischen Stil, die San Nicolás de Bari gewidmet ist.
- Antike Fischerei: Auf der Südseite befanden sich die Metzgereien und auf der Nordseite die Fischhändler. Heute ist der Stein, auf den der Fisch gelegt wurde, noch immer erhalten.
- Das Rathaus: Im modernistischen Stil wurde es am 15. August 1913 eingeweiht. Sein Inneres wurde komplett umgebaut.
- Das Genossenschaftsgebäude: Ein altes befestigtes Herrenhaus, heute die Stadtbibliothek.
- Torre de l'Esquena: Turm im modernistischen Stil, der derzeit eine Wohnfunktion hat und von derselben Familie stammt, die dem Turm seinen Namen gab
- La Pilona: Künstliche Insel, etwa 300 Meter von der Küste entfernt, ein Rastplatz für viele Kormorane.

## Wirtschaft und Verkehr
In seiner Umgebung sind die Fabriken , Proquima (Spontex) und Laboratorien Fher / Asahi Glass (chemische Produktionsstätte). Die wichtigsten wirtschaftlichen Aktivitäten stehen im Zusammenhang mit Handel, Dienstleistungen und vor allem dem Tourismus.

## Söhne und Töchter der Stadt
- Zenobia Camprubí, Feministin, Schriftstellerin, Übersetzerin und Ehefrau von Juan Ramón Jiménez, Literaturnobelpreisträger.
- Félix Cardona Puig, Kapitän der Handelsmarine, wichtigster Entdecker des venezolanischen Guyana im 20. Jahrhundert, der wahre Entdecker der Angel Falls im Jahr 1927, Kartograph im Dienste der venezolanischen Regierung, Naturforscher und Dolmetscher in mehreren indigenen Sprachen.
- Die Brüder Margall, herausragende Basketballspieler: Enric, Narcís und Josep María.
- Germinal Esgleas, historischer Anarchosyndikalist der CNT
- David Verdaguer, Schauspieler.

## Städtepartnerschaften
| - Incisa in Val d’Arno (Italien), seit 1988 - Cárdenas (Nicaragua) seit 11. Februar 1999 - Moguer (Region Andalusien) seit 2000 - Seynod (Frankreich) seit 2005 - Erzhausen (Deutschland) seit 2013 |

Im andalusischen Moguer wurde der Schriftsteller und Literaturnobelpreisträger Juan Ramón Jiménez geboren, seine Ehefrau Zenòbia Camprubí in Malgrat. Dies war der Anlass zu einer Städtepartnerschaft.